# 熱音響エンジン

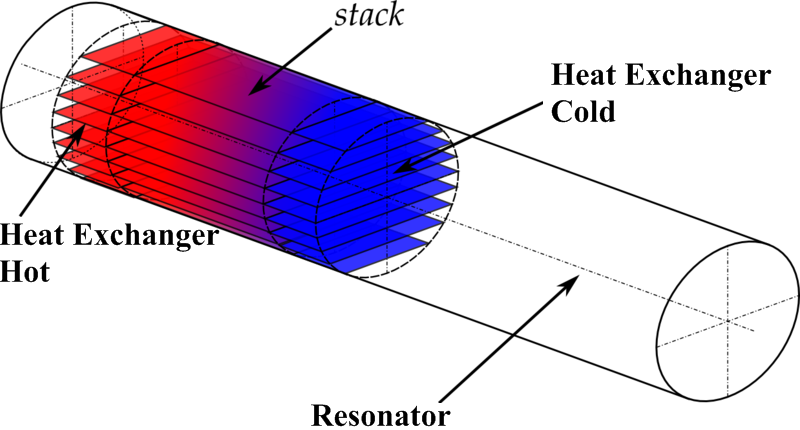
熱音響熱気エンジンの略図。熱交換器（熱ブリッジは図示されていない）は熱い熱貯蔵器との間で熱を伝導するホットサイドと、冷たい熱貯蔵器との間で熱を伝導するコールドサイド（冷ブリッジは図示せず）を有する。電気音響変換器（例えば拡声器）は図示されていない。

熱音響エンジン（TAエンジンとも）は高振幅の音波を用いてある場所から別の場所に熱を送り込む、もしくは逆に熱の差を用いて高振幅の音波を誘導する熱音響装置。一般に熱音響エンジンは定在波と進行波に分けられる。これらの2つのタイプの熱音響装置は再度原動機（もしくは単に熱機関）とヒートポンプの2つの熱力学的クラスに分けることができる。原動機は熱を使って仕事を行い、ヒートポンプは仕事を使い熱を生成もしくは動かす。蒸気冷蔵庫と比較して熱音響冷蔵庫はオゾン破壊または有毒な冷却材がなく動く部分がほとんどもしくは全くないため、動力学的な密閉や潤滑が必要ない。

## 動作

### 装置の概要
熱音響装置は基本的には熱交換器、共振器、スタック（定常波装置において）、再生器（進行波装置において）からなる。エンジンの種類によってはドライバーやラウドスピーカーを使うことで音波を発生させることもできる。
両端が閉じたチューブを考える。干渉が特定の周波数でそれぞれ反対方向に移動する2つの波の間で発生する。この干渉により共鳴が起こり定常波が発生する。共鳴は共鳴周波数と呼ばれる特定の周波数でのみ起こり、これは主に共鳴器の長さによって決まる。
スタックは小さい平行チャンネルで構成される部分である。スタックが共鳴器内の特定の位置に配置され、共鳴器内に定常波がある場合、スタック全体の温度差を測定することができる。スタックの各側に熱交換器を配置することで熱を移動させることができる。逆も可能であり、スタック全体に温度差を生じさせ、音波を引き起こすことはできる。1番目の例としては単純なヒートポンプであり、他には原動機がある。

### ヒートポンプ
熱を発生させたり移動させたりするには仕事をしなくてはならず、音響パワーがこの仕事を提供する。スタックを共鳴器内に配置されると圧力効果が生じる。到来波と反射波の間の干渉は、定常波をほとんど動かさない振幅の違いがあり、波に音響パワーが与えられる。
音響波では気体の一群が断熱的に圧縮・膨張する。圧力と温度は同時に変化する（圧力が最大値もしくは最小値に達すると温度も同じようになる）。定常波装置のスタックに沿ったヒートポンプはブレイトンサイクルを用いて説明することができる。
以下はスタックの2つのプレートの間にガスの一群が続くときの冷蔵庫の4つの過程から成る反時計回りのブレントンサイクルである。
1. 断熱圧縮。気体の一群が最も右から最も左へ移動すると、気体が断熱圧縮され、したがって温度が上昇する。最も左側では気体は暖かいプレートよりも高い温度を有する。
2. 等圧熱伝達。気体の温度はプレートの温度よりも高く、等圧で温度を失いながらプレートに熱を伝える。
3. 断熱膨張。気体は最も左から最も右に戻され、断熱膨張により気体は冷却プレートよりも低い温度に冷却される。
4. 等圧熱伝達。気体の温度はプレートの温度よりも低くなり、冷たいプレートから等圧でガスに熱を伝達し、気体の温度を元の値に戻る。

進行波装置はスターリングサイクルを用いて説明することができる。

### 温度勾配
エンジンとヒートポンプは通常、スタックと熱交換器を使用する。原動機とヒートポンプの境界線は平均温度勾配を臨界温度勾配で割った温度勾配演算子により与えられる。
{\displaystyle \mathrm {I} ={\frac {\nabla T_{m}}{\nabla T_{crit}}}}
平均温度勾配はスタック全体の温度差をスタックの長さで割ったものである。
{\displaystyle \nabla T_{m}={\frac {\Delta T_{m}}{\Delta x_{stack}}}}
臨界温度勾配は周波数、断面積、着たい特性のような装置の特性に依存する値である。
温度勾配演算子が1を超える場合、平均温度勾配は臨界温度勾配よりも大きく、スタックは原動機として動作する。温度勾配演算子が1未満の場合、平均温度勾配は臨界勾配より小さく、スタックはヒートポンプとして動作する。

### 理論効率
熱力学において達成可能な最高効率はカルノー効率である。熱音響エンジンの効率は温度勾配演算子を用いたカルノー効率と比較することができる。
熱音響エンジンの効率は
{\displaystyle \eta ={\frac {\eta _{c}}{\mathrm {I} }}}
で与えられる。熱音響ヒートポンプの成績係数は以下である。
{\displaystyle COP=\mathrm {I} \cdot COP_{c}}

## 導出
流体のナビエ–ストークス方程式を用い、Rottは熱音響学に特有の方程式を導出することができた。Swiftはこれらの方程式を続け、熱音響装置の音響パワーの式を導いた。

## 実際の効率
今日までに作られた最も効率的な熱音響装置はカルノー限界の40%、全ての約20%～30%に近い効率である（熱機関の温度に依存する）。
熱音響装置には可動部分がなく、より高いホットエンド温度が可能であり、カルノー効率を高めることができる。これはカルノー効率のパーセンテージとして従来の熱機関と比較して効率が低いところを部分的に相殺できる可能性がある。
進行波装置により近似される理想的なスターリングサイクルは、定常波装置により近似される理想的なブレイトンサイクルより本質的に効率的である。しかしまた、故意に不完全な熱接触を必要とする定常波スタックと比較して、進行波再生器において良い熱接触を与えるために必要とされるより狭い穴は、より大きな摩擦損失を生じさせ、実用的なエンジンの効率を低下させる。進行波装置でよく使われるが定常波装置には必要ないトロイダル幾何学はループ周りのGedeonストリーミングによる損失を引き起こす可能性がある。

## 熱音響の研究
熱音響システムの最近の研究開発は、基本的な量的理解を形成する線形熱音響モデルと計算するための数値モデルを開発した(1980年)とGreg Swift (1988年) の研究に主に基づいている。商業的関心は結果的に小-中規模の低温応用につながった。

### 歴史
熱音響熱気エンジンの歴史は、レイリー卿が音で熱をくみ上げる可能性について議論した1887年ごろ始まった。1969年のRottによる研究まで、それを超える研究はほとんどなかった。
非常に単純な熱音響熱気エンジンは熱を音響エネルギーに変換するRijke tubeである。但しこの装置は自然対流を用いる。

### 現在の研究
ユタ大学のOrest Symkoは2005年にThermal Acoustic Piezo Energy Conversion（TAPEC, 熱音響ピエゾエネルギー変換）と呼ばれる研究プロジェクトを開始した。
Score Ltd. は2007年3月に発展途上国で使用するための熱音響効果を利用し電気と冷却を提供するクッキングレンジを研究するために200万ポンドを与えられた。
エアバスによる深宇宙探査ミッションのために、放射性同位体加熱熱音響システムが提案され試作されている。このシステムは既存の熱電対ベースのシステムやASRGプロトタイプで使用されている提案されたスターリングエンジンのような他の発電システムに比べて理論的にわずかに利点がある。